# Cukrák
Cukrák är en kulle i Tjeckien. Den ligger i den centrala delen av landet, 17 km söder om huvudstaden Prag. Toppen på Cukrák är 411 meter över havet. Cukrák ligger vid sjön Údolní nádrž Vrané.
Terrängen runt Cukrák är kuperad åt sydväst, men åt nordost är den platt.Runt Cukrák är det ganska tätbefolkat, med 90 invånare per kvadratkilometer. Närmaste större samhälle är Prag, 17,5 km norr om Cukrák. I omgivningarna runt Cukrák växer i huvudsak blandskog.